# Photocorynus spiniceps
Photocorynus spiniceps es una especie de rape de la familia Linophrynidae. Los machos alcanzan un tamaño que va desde los 6,2 a 7,3 milímetros. Las hembras, sin embargo, alcanzan un tamaño significativamente mayor de hasta 50,5 milímetros (2 pulgadas).
Esta especie fue reconocida en 1925, por el ictiólogo inglés Charles Tate Regan.

### Lectura recomendada
- S. H. Weitzman & R. P. Vari: Miniaturization in South American freshwater fishes; an overview and discussion. Proceedings of the Biological Society of Washington, 101, S. 444–465, 1988.
- Bertelsen, E. (1990) Linophrynidae., p. 516-519. In J. C. Quero, J. C. Hureau, C. Karrer, A. Post and L. Saldanha (eds.) Check-list of the fishes of the eastern tropical Atlantic (CLOFETA). JNICT, Lisbon; SEI, Paris; and UNESCO, Paris. Vol. 1.